# Maciej Grynienko
Maciej Grynienko (né le 30 mars 1998) est un athlète polonais, spécialiste du saut en hauteur.
Le 8 juin 2018, il franchit 2,27 m à Chorzów. Il remporte les Championnats nationaux 2018 à Lublin.